# Hernanes
Anderson Hernanes de Carvalho Andrade Lima, ismert néven Hernanes (1985. május 29.) brazil labdarúgó, középpályás. 2021-től a Sport Recife játékosa.

## Pályafutása

### Klubcsapatokban

#### São Paulo
A Recifében született Hernanes 2001 és 2010 között kilenc évig játszott a São Paulo akadémiáján. A 2006-os szezonra a Santo André csapatának adták kölcsön, míg 2008-ban a São Paulo játékosaként nyert országos bajnokságot. A The Times brit napilap 2009-ben a legígéretesebb fiatal tehetségek közé sorolta.

#### Lazio
2010. augusztus 6-án az olasz Lazio szerződtette. Hernanes ötéves szerződést írt alá, a római klub 11 100 000 eurót fizetett érte a São Paulónak és a játékjogainak egy részét birtokló Traffic Group-nak. Bemutatkozó mérkőzésén gólpasszt adott Sergio Floccarinak a Deportivo de La Coruña elleni felkészülési találkozón. Első gólját a Bologna ellen szerezte büntetőből. 2010. december 3-án egy szabadrúgásgóllal ő döntötte el az Internazionale elleni bajnoki rangadót. A szezont 11 góllal zárta. 2013-ban Olasz Kupát nyert a Lazióval.

#### Internazionale
2014. január 31-én Hernanes csatlakozott a csapathoz, amelyhez 2018. június 30-ig írt alá. Claudio Lotito, a Lazio elnöke azt állította, hogy Hernanest csak a pénz motiválta, és, hogy csapata 20 000 000 eurót kapott a középpályásért, akit inkább eladtak, mintsem később ingyen távozhasson. Emiatt a Lazio szurkolói rendkívül csalódottak voltak, többen Lotito háza elé vonulva tüntettek a hivatalos bejelentést követően.

#### Juventus
2015. augusztus 31-én 11 000 000 euróért cserébe igazolt a Juventushoz. Szeptember 12-én a Chievo elleni bajnokin mutatkozott be új klubjában, amellyel bajnoki címet nyert a szezon végén. 2016. május 1-jén szerezte első gólját a csapatban a Carpi elleni bajnokin.

#### Hopej China Fortune
2017. február 9-én 9 000 000 euróért igazolt a kínai Hopej China Fortune csapatához.

#### Újra São Paulo
2017. július 19-én hazaigazolt, és újra a São Paulo játékosa lett.

### A válogatottban
2008-ban hívták be először a brazil labdarúgó-válogatottba. 2008. március 26-án a Svédország elleni mérkőzésen debütált a válogatottban. A pekingi 2008-as nyári olimpiai játékokon résztvevő keretbe is bekerült. A nyitómeccsen ő szerezte a győztes gólt a Belgium ellen 1-0-ra megnyert meccsen. A torna elődöntőjében Argentínától ugyan vereséget szenvedtek, de a bronzérmet megszerezték a Belgium elleni mérkőzésen.
2013-ban Hernanes a Seleção csapatával részt vett hazájában a Konföderációs Kupán. A Brazília által megnyert tornán csapata mind az öt meccsén szerepelt.